# The Open Books
 (septembre 2024).
The Open Books (열린책들 en coréen) est une maison d’édition sud-coréenne fondée le 7 janvier 1986. Elle est spécialisée dans la publication de traductions d’œuvres de littérature internationale : Bernard Werber, Patrick Süskind, Umberto Eco, Paul Auster, Roberto Bolaño, Georges Simenon, Jean-Jacques Sempé, Amélie Nothomb, Emmanuel Carrère. Elle publie aussi des livres d’art et des livres pour enfants. Depuis 2008, elle publie un code typographique ‹열린책들 편집 매뉴얼 The Open Books Editorial Manual›, revu et mis à jour chaque année.